# Walter Renneisen
Walter Renneisen (Magonza, 3 marzo 1940) è un attore tedesco.

## Biografia
Walter Renneisen cresce in Assia. Dopo la maturità alla Immanuel-Kant-Schule di Rüsselsheim am Main nel 1960 studia, fino al 1964 studia alla Universität zu Köln e alla Johannes Gutenberg-Universität Mainz teatro, germanistica e filosofia. Dal 1964 al 1967 frequenta la Schauspielschule Bochum. Inizierà successivamente la carriera di attore in teatro.
È noto per le frequenti interpretazioni nelle serie Tatort, Der Alte, L'ispettore Derrick, Un caso per due e Siska.
Walter Renneisen è sposato è ha una figlia e un figlio, Mathias Renneisen ed è zio dell'attrice Alex Kingston. Renneisen vive a Bensheim.

## Filmografia parziale
- 1977: Tatort: Flieder für Jaczek (TV)
- 1980: Tatort: Der Zeuge (TV)
- 1982: Regentropfen
- 1982: Un caso per due (Ein Fall für zwei): Kratzer im Lack (TV)
- 1982–1984: Rote Erde (TV-Serie)
- 1985: Geschichten aus der Heimat (TV) Episodio: Ortsgespräch
- 1986: Hessische Geschichten (TV-Serie)
- 1986: Der Alte: Tödliche Freundschaft
- 1988: Der Alte: Schweigen für immer
- 1989: Tatort: Kopflos (TV)
- 1990–1996: L'ispettore Derrick (TV-Serie)
- 1991: Linda
- 1991: Der Alte: Der Geburtstag der alten Dame
- 1993: Der Alte: Kurzer Prozess
- 1993: Glückliche Reise – Mallorca (TV-Reihe)
- 1994–1998: Der König (TV-Serie)
- 1995: Tatort: Bienzle und die Feuerwand (TV)
- 1996: Tresko – Der Maulwurf (TV)
- 1996: Der Schattenmann (TV)
- 1996: Der Alte: Der Lebensretter
- 1995: Tatort: Eulenburg (TV)
- 1997: Polizeiruf 110: Feuertod (TV)
- 1997: Der Alte: Der Verdacht
- 1999: Tatort: Der Heckenschütze (TV)
- 1999: Die indische Ärztin (TV-Serie)
- 1999: Polizeiruf 110: Schellekloppe (TV)
- 1999: Tatort: Bienzle und die blinde Wut (TV)
- 2000: Adelheid und ihre Mörde r (TV-Serie)
- 2001–2007: Siska (TV-Serie)
- 2002: Der Alte: Fahrlässige Tötung
- 2002: Tatort: Bienzle und der süße Tod (TV)
- 2004: Fliege hat Angst (TV)
- 2006: Der Alte: Tod eines Mandanten
- 2006: Die Kommissarin (TV-Serie)
- 2006: Das Schneckenhaus (TV)
- 2010: Tatort: Am Ende des Tages (TV)